# Rubio's Coastal Grill
Rubio's Coastal Grill, anteriormente conhecido como Rubio's Fresh Mexican Grill e Rubio's Baja Grill, é uma rede americana de restaurantes fast casual “Fresh Mex” ou “New Mex” especializada em comida mexicana, com ênfase em tacos de peixe. Em 2024, a Rubio's operava, licenciava ou franqueava 86 restaurantes no Arizona, Califórnia e Nevada. Anteriormente, ela tinha unidades no Colorado, na Flórida e em Utah. A rede anunciou o fechamento de lojas e um pedido de falência no mesmo ano, com planos de ser vender aos credores. Sua sede está localizada em Carlsbad, Califórnia.

## História

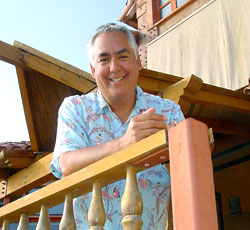
Ralph Rubio

De acordo com o fundador Ralph Rubio, ele e alguns amigos da Universidade Estadual de San Diego estavam nas férias de primavera em San Felipe, Baixa Califórnia, quando ele encontrou pela primeira vez tacos de peixe em uma barraca local e foi inspirado a abrir um restaurante que os servisse em sua cidade natal, San Diego. Desde então, a popularidade dos tacos de peixe se espalhou por toda a Califórnia, embora eles continuem incomuns em outros lugares. Os tacos de peixe padrão do Rubio são feitos de escamudos do Alasca, que é empanado, frito e servido em uma tortilla de milho, embora opcionalmente seja oferecido com uma tortilla de farinha. O mahi-mahi grelhado também está disponível em todos os locais.
O primeiro restaurante Rubio's foi inaugurado em 1983 em um antigo local da Orange Julius na Mission Bay Drive, na área de Pacific Beach, em San Diego. O primeiro restaurante oferecia batatas fritas, lula e tacos de peixe, entre outros pratos.
Em 2005, uma ação coletiva foi movida contra a empresa reclamando que o “Lobster Burrito” (Burrito de Lagosta) oferecido no restaurante continha lagosta agachada (também conhecida como Langostino) em vez de lagosta com garras da família Nephropidae. Posteriormente, o Rubio's mudou o nome de seu produto para “Langostino Lobster Burrito” para evitar confusão futura. Atualmente, o burrito é vendido apenas ocasionalmente, como uma “oferta por tempo limitado”.
Em 24 de agosto de 2010, a Rubio's Restaurants, Inc. anunciou o fechamento de sua fusão com uma subsidiária da Mill Road Capital, L.P. para tornar a empresa privada. Os antigos acionistas da Rubio's receberiam US$ 8,70 por ação em dinheiro na transação.
Em junho de 2020, o Rubio's Coastal Grill informou ao Nation's Restaurant News sobre o fechamento de todas as suas lojas na Flórida e no Colorado, devido ao impacto negativo da pandemia de coronavírus nos negócios. E que eles se concentrarão em suas lojas restantes nos mercados da Califórnia, Arizona e Nevada. As lojas da Rubio's em Utah foram fechadas em 2019.
Em outubro de 2020, a rede entrou com pedido de falência de acordo com o Capítulo 11.
Em 31 de maio de 2024, a rede fechou 48 lojas na Califórnia, incluindo 13 na área de San Diego, sua cidade natal. Em 5 de junho de 2024, a Rubio's, pela segunda vez em quatro anos, entrou com pedido de falência de acordo com o Capítulo 11. Os proprietários da empresa planeja ser vendida a seus credores.